# Championnats du monde de biathlon 2021
Navigation
Antholz-Anterselva 2020 Oberhof 2023
Les Championnats du monde de biathlon 2021, cinquante-septième édition des Championnats du monde de biathlon, ont lieu à Pokljuka, en Slovénie, du 10 au 21 février 2021. Ils se déroulent pendant la  saison 2020-2021 de la Coupe du monde de biathlon dont ils font partie intégrante. En raison de la pandémie de Covid-19, ils ont lieu sans public, à huis clos. 
La Norvège domine largement ces championnats du monde, avec en vedette, Tiril Eckhoff et la révélation de la saison Sturla Holm Lægreid (qui disputait ses premiers Mondiaux), quatre médailles d'or chacun, dont deux titres individuels. Eckhoff réalise le doublé sprint-poursuite, elle est aussi la biathlète la plus médaillée tous sexes confondus avec six podiums, et Lægreid remporte l'individuel et la mass-start. Ils sont également membres des relais féminin, masculin et mixte norvégiens tous vainqueurs. La seule épreuve collective qui échappe à la nation nordique est le relais mixte simple qui voit la victoire du tandem français Antonin Guigonnat et Julia Simon. 
Comme Lægreid, Markéta Davidová (individuel), Martin Ponsiluoma (sprint) et Lisa Theresa Hauser (mass-start) s'adjugent à Pokljuka leurs premiers titres mondiaux. Cette dernière est la première championne du monde autrichienne de l'histoire. Émilien Jacquelin conserve pour sa part, avec un tir impressionnant, son titre de la poursuite. Enfin, les deux grands protagonistes du circuit mondial Johannes Thingnes Bø et  Marte Olsbu Røiseland, arrivés en Slovénie en leaders des classements généraux de la Coupe du monde, en repartent, l'une sans aucun podium individuel tandis que Bø doit se contenter d'une médaille de bronze à l'arrivée de la poursuite et voit se rapprocher Lægreid au classement général de la Coupe du monde. Pour sa part, Røiseland laisse les commandes de la course au gros globe à sa compatriote Eckhoff.  
La Norvège, avec 14 médailles dont 7 titres, bat le record de podiums pour une nation lors d'une même édition des championnats du monde de biathlon. Comme lors du reste de la saison de Coupe du monde, on retrouve derrière, au tableau des médailles, la France (7 médailles dont 2 titres) et la Suède (6 médailles dont 1 titre).

## Présentation

### Choix du site organisateur
L'IBU avait initialement attribué en décembre 2016 l'organisation des championnats du monde 2021 à la station de Tioumen, en Russie. Le site avait été préféré à ceux de Pokljuka (Slovénie), et de Nové Město (Tchéquie), qui accueillent régulièrement des étapes de Coupe du monde. Le même jour, l'IBU attribuait l'organisation des mondiaux 2020 à la station d'Anthloz-Anterselva, en Italie, préférée à Pokljuka et Oberhof (Allemagne). Cependant, en février 2017, l'Union internationale décide de retirer l'organisation des championnats du monde à Tioumen, à la suite de la publication du rapport Mc Laren concernant un dopage d'État au sein du sport russe. En septembre 2018, l'IBU procède à la réattribution des championnats du monde 2021 et choisit Pokljuka. Conséquence de cette décision : la troisième étape de coupe du monde qui devait se dérouler dans la station slovène en décembre 2020 est confiée au Grand-Bornand, mais cette étape a finalement lieu à Hochfilzen à cause des restrictions sanitaires.

### Contexte et enjeux
La pandémie de Covid-19 perturbe l'organisation de la compétition. Les épreuves se déroulent sans public et les différents acteurs (biathlètes, encadrement, organisateurs, journalistes) doivent respecter une bulle sanitaire, comme c'est le cas depuis le début de la saison. Juste avant le début de saison, l'entraîneur français de l'équipe norvégienne Siegfried Mazet avait détaillé le fonctionnement de cette bulle : « entre le stade et l’hôtel, on ne pourra rien faire. Si on a besoin d’acheter quelque chose d’autre à l’extérieur, il y aura un service de conciergerie. Ils mettent en place des choses pour qu’on ait à croiser un minimum de monde voire personne de l’extérieur. Et si on doit sortir de cette bulle on devra refaire des tests Covid à notre charge ».
Du fait de l'exclusion de la Russie par le Tribunal arbitral du sport de toutes compétitions internationales jusqu'en décembre 2022, les biathlètes russes ne peuvent représenter officiellement la Russie. Ils participent donc de manière "neutre" à la compétition en représentant leur fédération sportive, l'Union russe de biathlon (Russian Biathlon Union en anglais). Cependant, les termes « Russie » et « russe » étant bannis lors des Championnats du monde 2021, l'appellation longue « Russian Biathlon Union » ne peut non plus être utilisée en raison de la présence du terme "russian". C'est donc l'acronyme RBU, avec le logo monochrome de l'Union russe de biathlon en guise de drapeau, qui apparait auprès du nom des biathlètes et de l'équipe russe tous au long de ces championnats du monde. Enfin, en cas de victoire russe sur une épreuve, il est prévu que l'hymne de l'IBU soit joué à la place de l'hymne russe,. 
D'un point de vue sportif, les championnats du monde sont le point d'orgue de la Coupe du monde. Comme sur chaque épreuve de la Coupe du monde, le leader du classement général porte un dossard jaune, le leader du classement de la spécialité un dossard rouge et le leader du classement des jeunes un dossard bleu nuit. Par ailleurs, sur chaque épreuve, le tenant du titre porte un dossard doré où figure la mention « defending champion », une première aux championnats du monde de biathlon.
Trois nations ont dominé la saison avant le déroulement des championnats du monde, chez les hommes comme chez les femmes : la Norvège, la France et la Suède. Au coup d'envoi des mondiaux, 50 épreuves de Coupe du monde ont été disputées : 15 épreuves individuelles masculines, 15 épreuves individuelles féminines et 10 relais (quatre masculins, quatre féminins et deux mixtes). Ces trois nations se sont partagé les deux tiers des victoires, avec 32 succès (21 pour la Norvège, 6 pour la France et 5 pour la Suède). Elles cumulent également plus de la moitié des podiums, avec 88 sur 150 (48 pour la Norvège et 20 chacun pour la France et la Suède).
Cette domination franco-scandinave se retrouve aussi dans les classements généraux. Chez les hommes, les trois nations occupent les huit premières places du classement, avec quatre Norvégiens (Johannes Thingnes Bø, Sturla Holm Lægreid, Tarjei Bø et Johannes Dale) suivis par deux Français (Quentin Fillon Maillet et Émilien Jacquelin, 5e et 7e) et deux Suédois (Sebastian Samuelsson et Martin Ponsiluoma, 6e et 8e). Avec le Norvégien Vetle Sjåstad Christiansen à la 11e place, ainsi que les français Fabien Claude et Simon Desthieux aux 15e et 19e rangs, le trio dominateur représente plus de la moitié du Top 20. J.T. Bø et Lægreid comptent quatre victoires individuelles chacun, T. Bø deux succès, tandis que Dale, Fillon Maillet et Samuelsson ont également levé les bras une fois. Du côté des autres nations, seuls l'Allemand Arnd Peiffer et le Russe Aleksandr Loguinov, champion du monde du sprint 2020, ont remporté une épreuve individuelle. La France a par ailleurs remporté les deux derniers relais masculins, la Norvège puis la Suède ayant gagné les deux premiers.
Du côté des femmes, les Norvégiennes Marte Olsbu Røiseland et Tiril Eckhoff sont en tête du classement, juste devant la Suédoise Hanna Öberg. Dans le reste du Top 20, on retrouve deux autres Suédoises (Elvira Öberg, 8e, et Linn Persson, 14e), deux autres Norvégiennes (Ingrid Landmark Tandrevold, 14e, et Karoline Offigstad Knotten, 15e) et quatre Françaises (Anaïs Chevalier-Bouchet, 9e, Julia Simon, 11e, Justine Braisaz-Bouchet, 13e, et Anaïs Bescond, 17e). Le trio franco-scandinave représente comme chez les hommes plus de la moitié du Top 20. Eckhoff a remporté six victoires individuelles, tandis que Røiseland, Simon et H.Öberg ont obtenu chacune deux succès. Du côté des autres nations, seules l'Italienne Dorothea Wierer (championne du monde 2020 de l'individuel et de la poursuite), la Biélorusse Dzinara Alimbekava, révélation du début de saison, et l'Autrichienne Lisa Theresa Hauser ont réussi à gagner une course. La Suède, la Norvège, l'Allemagne et la Russie se sont partagé les quatre relais féminins.
L'équipe de France ambitionne sur ces championnats du monde de faire aussi bien que les huit médailles, dont trois en or, de l'édition 2020. Orpheline de Martin Fourcade, l'équipe masculine se trouve face à un défi de taille, surtout que les français avaient débuté les mondiaux 2020 en étant trois parmi les quatre premiers du classement général de la Coupe du Monde. L'équipe féminine n'avait obtenu aucune médaille en 2020, même si Anaïs Bescond avait glané la médaille de bronze lors du relais mixte simple,.
En 2020, avec 11 médailles (dont 6 en or), la Norvège avait égalé le record de podiums lors d'une édition des championnats du monde. L'Allemagne, la Russie, la Norvège et la France avaient déjà fait aussi bien, respectivement en 2007, 2008, 2013 et 2016.
Johannes Bø, impérial sur les skis mais parfois décevant au tir, compte à la veille de cette édition 2021 quatre médailles d'or individuelles, et jamais plus d'une par édition, soit loin des 11 titres de Martin Fourcade et Ole Einar Bjørndalen.
Avec 19 succès individuels, Tiril Eckhoff est la biathlète en activité la plus victorieuse en Coupe du monde. Cependant, avec "seulement" deux médailles mondiales (dont un titre) et deux médailles olympiques, son palmarès individuel sur les grands championnats est plus faible. Malgré des résultats mitigés aux mondiaux 2020 (aucune médaille et un seul Top 10 sur les épreuves individuelles) elle figure parmi les grandes favorites de ces championnats 2021,.

### Calendrier
Les mondiaux débutent par le relais mixte. Les sprints et les poursuites complètent ensuite le programme de la première semaine. Les individuels se déroulent en milieu de seconde semaine, suivis du relais mixte simple. Enfin les relais puis les mass-start concluent les championnats lors du second week-end,.
| Heure | Horaire local de l'épreuve (UTC +1) |

| Épreuves ou évènements               |    |         |    |         |         |         |    |         |         |         |    |         |         |  |
| M                                    | M  | J       | V  | S       | D       | L       | M  | M       | J       | V       | S  | D       |         |  |
| 9                                    | 10 | 11      | 12 | 13      | 14      | 15      | 16 | 17      | 18      | 19      | 20 | 21      |         |  |
| Février 2021                         |    |         |    |         |         |         |    |         |         |         |    |         |         |  |
| Cérémonies d'ouverture et de clôture |    |         |    |         |         |         |    |         |         |         |    |         |         |  |
|                                      |    |         |    |         |         |         |    |         |         |         |    |         |         |  |
| Hommes                               |    |         |    |         |         |         |    |         |         |         |    |         |         |  |
| Individuel (20 km)                   |    |         |    |         |         |         |    |         | 14 h 30 |         |    |         |         |  |
| Sprint (10 km)                       |    |         |    | 14 h 30 |         |         |    |         |         |         |    |         |         |  |
| Poursuite (12,5 km)                  |    |         |    |         |         | 13 h 15 |    |         |         |         |    |         |         |  |
| Mass Start (15 km)                   |    |         |    |         |         |         |    |         |         |         |    |         | 15 h 15 |  |
| Relais (4 × 7,5 km)                  |    |         |    |         |         |         |    |         |         |         |    | 15 h 00 |         |  |
|                                      |    |         |    |         |         |         |    |         |         |         |    |         |         |  |
| Femmes                               |    |         |    |         |         |         |    |         |         |         |    |         |         |  |
| Individuel (15 km)                   |    |         |    |         |         |         |    | 12 h 05 |         |         |    |         |         |  |
| Sprint (7,5 km)                      |    |         |    |         | 14 h 30 |         |    |         |         |         |    |         |         |  |
| Poursuite (10 km)                    |    |         |    |         |         | 15 h 30 |    |         |         |         |    |         |         |  |
| Mass Start (12,5 km)                 |    |         |    |         |         |         |    |         |         |         |    |         | 12 h 30 |  |
| Relais (4 × 6 km)                    |    |         |    |         |         |         |    |         |         |         |    | 11 h 45 |         |  |
|                                      |    |         |    |         |         |         |    |         |         |         |    |         |         |  |
| Mixte                                |    |         |    |         |         |         |    |         |         |         |    |         |         |  |
| Relais (4 × 7,5 km)                  |    | 15 h 00 |    |         |         |         |    |         |         |         |    |         |         |  |
| Relais simple (6 km H + 7,5 km F)    |    |         |    |         |         |         |    |         |         | 15 h 15 |    |         |         |  |
|                                      |    |         |    |         |         |         |    |         |         |         |    |         |         |  |

## Déroulement des championnats
L'épreuve d'ouverture a lieu le 10 février et est, comme c'est la tradition depuis 2011, le relais mixte. C'est la première fois aux championnats du monde que les hommes commencent le relais mixte et que les femmes en sont à la conclusion. La Norvège et la France s'échappent en tête lors de la première partie de la course, avec un avantage de près de 40 secondes pour les Norvégiens, grâce à la vitesse à ski de Johannes Thingnes Bø. 3e membre du relais français, Anaïs Chevalier-Bouchet reprend du temps sur la Norvégienne Tiril Eckhoff, mais après quatre premières balles réussies sur son tir debout, elle craque au moment d'abattre la dernière cible et enchaîne quatre fautes consécutives (les trois pioches ratées), ce qui la contraint à faire un tour sur l'anneau de pénalité. La France rétrograde et se retrouve à la 5e place au dernier passage de relais à plus d'une minute de la tête, ce qui sera également son résultat à l'arrivée. Malgré une frayeur sur le tir debout pour Marte Olsbu Røiseland (qui a besoin de ses trois balles de pioche pour abattre ses cinq cibles), la Norvège s'impose pour la troisième année consécutive, avec une marge d'une trentaine de secondes sur les trois nations en lutte pour le podium. L'Autriche va chercher la médaille d'argent, tandis que la Suède devance de cinq centièmes de seconde l'Ukraine pour la médaille de bronze.
Le sprint masculin, disputé le 12 février, voit le suédois Martin Ponsiluoma gagner son premier titre mondial, devant les français Simon Desthieux (tous deux zéro faute) et Émilien Jacquelin (une faute). Johannes Bø, une nouvelle fois le plus rapide sur les skis, ne peut faire mieux que 5e, à cause de deux fautes sur le tir couché. C'est le seul membre du Top 20 ayant fait plus d'une erreur au tir, preuve de sa supériorité manifeste sur la piste. Les trois nations dominatrices depuis le début de la saison (la Norvège, la France et la Suède) occupent les 9 premières places du classement, avec quatre norvégiens, trois français et deux suédois. Ces neuf biathlètes se tenant en moins de 30 secondes, et les 17 premiers en moins d'une minute, la poursuite s'annonce riche en rebondissements. Le tenant du titre Aleksandr Loguinov termine à la 26e place, à 1 minute 15 de Ponsiluoma.
Le sprint féminin a lieu le lendemain. Gagnante des trois derniers sprints disputés en Coupe du monde et leader du classement de la spécialité, Tiril Eckhoff, avec un 10/10 au tir, va chercher la médaille d'or. Elle devance de moins de 15 secondes Anaïs Chevalier-Bouchet, qui paye son erreur sur le tir debout (la française a le meilleur temps de ski) et la biélorusse Hanna Sola. Derrière, les écarts sont plus grands que lors de la course masculine, puisque seules les 10 premières se tiennent en moins d'une minute. En plus d'un titre mondial, la performance d'Eckhoff lui permet de prendre la tête du classement général de la Coupe du monde, puisque Marte Olsbu Røiseland, pourtant tenante du titre, n'a pas pu faire mieux que 6e, pénalisée par ses deux fautes sur le tir debout.
Le dimanche 14 février ont lieu les deux poursuites, à commencer par celle des hommes. Émilien Jacquelin s'y montre le plus fort, avec un 20 sur 20 face aux cibles et un temps record passé sur le tapis : 1 min 26 s en tout, avec moins de 18 secondes lors de chacune de ses sessions de tir debout. Cette performance est saluée par Johannes Bø : « Réussir à tirer aussi vite, aussi bien, en course, c’est impressionnant. C’est probablement le plus beau tir que l’on n’ait jamais vu en biathlon ». Cela lui permet de finir la course en solitaire et de conserver le titre qu'il avait gagné un an auparavant à Antholz-Anterselva. Sebastian Samuelsson prend le meilleur sur Johannes Bø dans la ligne droite d'arrivée pour la médaille d'argent. Parti en première position, Martin Ponsiluoma a perdu tout avantage en raison d'un tir défaillant et ne figure pas dans le Top 10 à l'arrivée (13e), tout comme les Norvégiens Johannes Dale, dossard 4 (11e), et Tarjei Bø, dossard 9 (14e).
Chez les femmes, Tiril Eckhoff gagne la poursuite avec un 18 sur 20 au tir et remporte une troisième médaille d'or en trois courses. La Norvégienne est la première biathlète à réaliser le doublé sprint-poursuite aux championnats du monde depuis Marie Dorin-Habert en 2015, la première en grand championnat depuis le doublé olympique de Laura Dahlmeier en 2018. Le titre mondial se joue au dernier tir, quand Eckhoff réalise le sans-faute pour s'envoler seule vers la victoire, alors qu'Anaïs Chevalier-Bouchet part sur l'anneau de pénalité. La Française en ressort quatre secondes devant Lisa Theresa Hauser, mais l'Autrichienne parvient rapidement à la doubler et à la distancer dans le dernier tour pour s'adjuger la médaille d'argent. Avec le bronze, Chevalier-Bouchet gagne sa deuxième médaille individuelle à Pokljuka. Seulement 20e du sprint, la tenante du titre italienne Dorothea Wierer effectue une remontée impressionnante grâce à son sans-faute au tir, mais elle échoue au pied du podium. À l'inverse, Hanna Sola, médaillée sur le sprint, s'écroule totalement et finit 26e à 3 minutes de la gagnante, plombée par ses deux fautes lors de chaque session de tir.
Dans l'individuel féminin, le 16 février, Markéta Davidová est l'une des deux seules concurrentes sur les 97 au départ à réaliser un 20 sur 20 au tir. Étant également l'une des plus rapides sur les skis, la Tchèque effectue la performance gagnante et remporte le titre mondial, sa deuxième victoire sur le circuit de la Coupe du monde. La nouvelle championne du monde réalise le sixième temps réel de la course (comptage sans pénalité) à 41 secondes du meilleur temps de Eckhoff qui, en raison de quatre minutes de pénalité, ne peut faire mieux que 23e. L'autre biathlète sans faute, la kazakh Galina Vishnevskaya, termine quant à elle 25e. La Suédoise Hanna Öberg, deuxième meilleur temps réel de course grâce à sa rapidité combinée en ski et au tir (troisième temps de pas de tir), commet une seule erreur sur son second tir couché, synonyme d'une minute de pénalité qui lui coûte le titre. Elle doit se contenter de la médaille d'argent, à moins de 30 secondes de Davidova. La Norvégienne Ingrid Landmark Tandrevold, avec une erreur sur son premier tir debout, obtient la médaille de bronze, à plus d'une minute de la gagnante. En ratant les deux dernières balles lors son ultime passage devant les cibles, Lisa Theresa Hauser laisse à son tour échapper la médaille, échouant finalement au pied du podium. L'Autrichienne peut se consoler avec le petit globe de la spécialité, qu'elle partage avec la championne du monde sortante Dorothea Wierer, 9e de la course du jour avec une erreur lors de ses deux dernières sessions de tir.
Le lendemain, Sturla Holm Lægreid confirme sa percée au plus haut niveau international, qui ne date que de cet hiver. Déjà auteur de quatre victoires et sept podiums de novembre à janvier sur la Coupe du monde, ayant dans ce temps court établi sa réputation sur son excellence sur le pas de tir, le norvégien de 23 ans succède à Martin Fourcade au palmarès de l'individuel 20 km masculin. Il réalise un 20 sur 20, comme son dauphin, l'Allemand Arnd Peiffer, mais le devance de 17 secondes à l'arrivée. Malgré une minute de pénalité pour une faute sur son premier tir debout, Johannes Dale termine à 41 secondes du vainqueur et décroche la médaille de bronze. Quentin Fillon Maillet et Johannes Thingnes Bø sont les plus rapides sur la course (ils se tiennent en moins d'une seconde) mais échouent au pied du podium à cause de deux minutes de pénalité chacun (une erreur sur chaque tir couché pour Fillon Maillet, une erreur sur chaque tir debout pour Bø). Déjà gagnant du premier individuel de la saison, Lægreid remporte le petit globe de la spécialité.
Le 18 février, Antonin Guigonnat et Julia Simon apportent à la France sa deuxième médaille d'or à l'arrivée du relais mixte simple, notamment grâce à un bon score sur le pas de tir (un total de seulement cinq pioches) qui leur a permis de se maintenir dans le match durant la totalité de l'épreuve. La course se déroule sur 9 tours de 1,5 km. Les hommes parcourent deux tours, les femmes deux tours, les hommes à nouveau deux tours et enfin les femmes trois tours. Chaque concurrent effectue un tir couché puis un tir debout à chacun de ses relais. L'Autrichien Simon Eder, l'Italien Lukas Hofer et le Norvégien Johannes Thingnes Bø se tiennent en moins de 5 secondes avant le premier passage de témoin, tandis que le Français Antonin Guigonnat est 7e à 15 secondes. Grâce à un 10/10 au tir, Dorothea Wierer maintient l'Italie en tête, avec 7 secondes d'avance sur Lisa Theresa Hauser, Tiril Eckhoff et Julia Simon. La France et l'Italie sont au coude-à-coude en tête, avec une dizaine de secondes d'avance sur la Suède de Sebastian Samuelsson et Hanna Öberg. Pourtant parfaite derrière la carabine jusque là, Wierer craque au moment d'abattre la dernière cible de la course et visite l'anneau de pénalité après avoir raté ses trois balles de pioches, retirant ainsi à l'Italie toute chance de médaille. Grâce à un 10/10 sur son dernier relais, Eckhoff parvient à prendre la tête à la sortie du pas de tir, une poignée de secondes devant Simon. La Française fait l'effort pour prendre le sillage de la Norvégienne puis place une accélération dans la dernière montée pour la dépasser. Julia Simon fait ensuite valoir sa supériorité technique dans la descente qui suit pour créer un écart et passer la ligne d'arrivée avec près de trois secondes d'avance. La médaille de bronze revient à la Suède. L'Ukraine et l'Italie échouent au pied du podium. Les Allemands Erik Lesser et Franziska Preuß sont défaillants au tir lors de la première moitié de l'épreuve, avant d'effectuer une belle remontée pour terminer à la 7e place, à moins de 20 secondes de l'Autriche. Antonin Guigonnat est très heureux de cette médaille d'or, face à une concurrence très relevée : « tous les leaders mondiaux étaient là, chaque équipe alignait sa dream team alors que nous, c'était la team « pochette surprise » et voilà, on a claqué la victoire ! ».
Le 20 février est le jour des relais, à commencer par celui des femmes. Grâce à un sans-faute au tir, l'italienne Lisa Vittozzi passe nettement en tête le premier relais, avec environ 20 secondes d'avance sur Ingrid Landmark Tandrevold (Norvège), Vanessa Hinz (Allemagne) et Anastasiya Merkushyna (Ukraine). En étant la plus rapide de son groupe, Tiril Eckhoff donne à la Norvège un avantage de 25 secondes sur la Biélorussie, l'Ukraine et la Pologne. Parfaitement lancées, Ida Lien puis Marte Olsbu Røiseland tiennent leur rang et vont chercher une nouvelle médaille d'or pour la Norvège. En 5e position au moment de la prise du dernier relais, Franziska Preuß (Allemagne) effectue un sans-faute au tir qui lui permet de remonter en seconde position à la sortie du dernier tir. Biathlète la plus rapide des quatrièmes relayeuses, Preuß offre à l'Allemagne la médaille d'argent, en battant Pidhrushna au sprint, l'Ukraine devant se contenter de la médaille de bronze. 1re Norvège, 2e Allemagne, 3e Ukraine : le podium de ce championnat du monde de relais féminin 2021 est identique à celui de 2020. Pourtant performantes sur le pas de tir avec seulement 5 pioches, les Françaises bien trop lentes sur la piste déçoivent et ne peuvent faire mieux qu'une 8e place. La Norvège remporte un troisième titre consécutif en relais féminin.
Sur le relais masculin, les quatre Norvégiens font cavalier seuls tout au long de la course et vont chercher un nouveau titre mondial. Après un début de course difficile pour la Suède qui avait décidé de placer Peppe Femling (son relayeur le plus faible) en première position, Jesper Nelin et Martin Ponsiluoma parviennent à maintenir les chances suédoises avant l'entrée en course de Sebastian Samuelsson pour le dernier relais. Ce dernier effectue alors une belle course-poursuite, signant un 10/10 au tir et le meilleur temps de ski de son groupe. Il remonte quatre places, dépassant Dominik Windisch (Italie), Anton Dudchenko (Ukraine), Émilien Jacquelin (France) et enfin Eduard Latypov (RBU) dans le dernier tour. La Suède est ainsi récompensée par la médaille d'argent. Les biathlètes russes complètent le podium, avec 10 secondes d'avance sur la France, affectée par la défaillance de Quentin Fillon Maillet sur son tir debout, qui le force à aller faire un tour de pénalité. Sans la moindre médaille sur les deux relais, l'équipe de France a déçu. Cette performance est « un bon coup derrière la tête » pour Julia Simon, tandis que Simon Desthieux souligne que « quand on regarde la course globale, [le relais masculin français] n’a pas été bon sur plein de petits points ».
Le 21 février, jour final des championnats du monde, ont lieu les « épreuves-reines » de mass-start. Les femmes s'élancent le matin. Lisa Theresa Hauser devient la première championne du monde autrichienne de l'histoire. Elle s'impose en solitaire, en étant performance sur la piste, avec le 6e temps de ski, et sur le pas de tir, avec le seul sans-faute de la course. Grâce à un 19/20 au tir, Lisa Vittozzi ressort 2e de la dernière session de tir, avec environ 10 secondes d'avance sur la tenante du titre Marte Olsbu Røiseland et Ingrid Lanmark Tandrevold (elles-aussi à 19/20), et 20 sur Tiril Eckhoff, qui paye ses trois erreurs derrière la carabine alors qu'elle a le meilleur temps de ski. Malheureusement pour elle, l'Italienne craque sur la piste (27e temps de la dernière boucle) et voit ses espoirs de médaille s'envoler lorsqu'elle est doublée par les trois Norvégiennes. Vittozzi termine finalement 5e de l'épreuve. La course au podium est haletante entre les trois scandinaves. Tandrevold décroche Røiseland dans la dernière montée et va chercher la médaille d'argent. Dans la dernière ligne droite, Røiseland ne peut empêcher le retour de Tiril Eckhoff, meilleur temps du dernier tour, qui la devance au sprint pour la médaille de bronze. Eckhoff remporte ainsi sa 6e médaille en sept courses tandis que Marte Olsbu Røiseland, qui avait réalisé des Mondiaux 2020 extraordinaires, repart de Pokljuka sans médaille individuelle. Défaillantes, les quatre françaises perdent toute chance de médaille dès le premier tir et terminent dans la seconde moitié du classement.
Les hommes s'élancent l'après-midi. Sturla Holm Lægreid mène la mass-start de bout en bout. Au moment d'aborder le dernier tir, il ne reste que trois biathlètes sans faute. Ils sont tous les trois en tête de la course à la lutte pour le titre et les médailles car le quatrième pointe alors à plus de trente secondes. Lægreid précède ainsi de huit secondes le Slovène et local de ces mondiaux Jakov Fak et l'Autrichien Simon Eder. Les trois biathlètes ratent chacun une balle, mais Lægreid est le plus rapide sur le pas de tir ce qui lui permet de garder ses distances et de sortir à nouveau en tête avec un écart d'une dizaine de secondes qu'il parvient facilement à creuser. Eder et Fak sont en effet en difficulté dans le dernier tour et voient tous deux leur médaille s'envoler lorsqu'ils sont dépassés par Quentin Fillon Maillet et Johannes Dale, les deuxième et troisième plus rapides sur la piste mais qui comptent deux fautes au tir. Dale est le plus incisif et décroche le Français dans la dernière montée. Le Norvégien s'empare de la médaille d'argent tandis que Fillon Maillet repart avec la médaille de bronze, à la fois soulagé et frustré après trois quatrièmes places dans ces championnats du monde. De loin le plus rapide sur la piste (avec 24 et 40 secondes de mieux que Dale et Fillon Maillet), le tenant du titre Johannes Thingnes Bø commet un total de cinq erreurs devant les cibles, dont deux dès le premier tir couché, et fait donc une course-poursuite vaine. Il doit se contenter de la 8e place, sa médaille de bronze sur la poursuite étant finalement son seul podium individuel sur ces mondiaux. Émilien Jacquelin, complètement désabusé après cinq erreurs commises sur son 2e tir couché alors qu'il était en première position de la course, termine dernier à plus de 7 minutes du vainqueur. Le Français a été critiqué pour avoir fini la course tranquillement par plusieurs membres des délégations suédoises et norvégiennes, qui jugent ce comportement comme désinvolte. Le français répond que ces réactions scandinaves « sont à l'image de leurs courses. Sans passion. Désolé de vivre les courses, désolé de courir avec le cœur, et non avec la raison. On règlera ça sur la piste ». Pour ses premiers Mondiaux, Sturla Holm Lægreid est le plus décoré de tous les biathlètes masculins, avec quatre médailles d'or dont deux titres individuels.

## Bilan des championnats

### Tableau des médailles
La Norvège termine en tête du tableau des médailles, avec 14 médailles dont 7 en or : 6 podiums dont trois titres chez les hommes comme chez les femmes, plus deux médailles dont une en or sur les relais mixtes. Derrière les Norvégiens, deux nations se distinguent. La France obtient 7 médailles dont deux en or : 4 podiums dont un titre chez les hommes, deux médailles chez les femmes et un titre sur les relais mixtes. La Suède repart avec 6 médailles, dont une en or : trois médailles dont un titre chez les hommes, un podium chez les femmes et deux médailles sur les relais mixtes. L'Autriche égale son meilleur bilan datant de 2009 (3 médailles dont une en or et deux en argent), grâce essentiellement à Lisa Theresa Hauser, triple médaillée. Enfin, pour la deuxième année consécutive, l'Allemagne n'obtient aucun titre. Elle doit se contenter de deux médailles seulement (toutes en argent), égalant ainsi son total le plus faible en championnats du monde (hors année olympique) depuis la réunification, score réalisé une première fois en 2013.
| Rang  | Nation      | Or | Argent | Bronze | Total |
| ----- | ----------- | -- | ------ | ------ | ----- |
| 1     | Norvège     | 7  | 3      | 4      | 14    |
| 2     | France      | 2  | 2      | 3      | 7     |
| 3     | Suède       | 1  | 3      | 2      | 6     |
| 4     | Autriche    | 1  | 2      | 0      | 3     |
| 5     | Tchéquie    | 1  | 0      | 0      | 1     |
| 6     | Allemagne   | 0  | 2      | 0      | 2     |
| 7     | Biélorussie | 0  | 0      | 1      | 1     |
| 7     | Ukraine     | 0  | 0      | 1      | 1     |
| 7     | RBU         | 0  | 0      | 1      | 1     |
| Total | Total       | 12 | 12     | 12     | 36    |

### Athlètes multi-médaillés
| Rang | Athlète                    | Or | Argent | Bronze | Total |
| ---- | -------------------------- | -- | ------ | ------ | ----- |
| 1    | Tiril Eckhoff              | 4  | 1      | 1      | 6     |
| 2    | Sturla Holm Lægreid        | 4  | 0      | 0      | 4     |
| 3    | Johannes Thingnes Bø       | 2  | 1      | 1      | 4     |
| 4    | Marte Olsbu Røiseland      | 2  | 0      | 0      | 2     |
| 5    | Lisa Theresa Hauser        | 1  | 2      | 0      | 3     |
| 6    | Martin Ponsiluoma          | 1  | 1      | 1      | 3     |
| 6    | Ingrid Landmark Tandrevold | 1  | 1      | 1      | 3     |
| 8    | Émilien Jacquelin          | 1  | 0      | 1      | 2     |
| 9    | Sebastian Samuelsson       | 0  | 2      | 2      | 4     |
| 10   | Hanna Öberg                | 0  | 1      | 2      | 3     |
| 11   | Anaïs Chevalier-Bouchet    | 0  | 1      | 1      | 2     |
| 11   | Johannes Dale              | 0  | 1      | 1      | 2     |

## Podiums

### Hommes
| Épreuves                              | Or                                                                                           | Argent                                                                         | Bronze                                                                   |
| ------------------------------------- | -------------------------------------------------------------------------------------------- | ------------------------------------------------------------------------------ | ------------------------------------------------------------------------ |
| Individuel 20 km résultats détaillés  | Sturla Holm Lægreid                                                                          | Arnd Peiffer                                                                   | Johannes Dale                                                            |
| Sprint 10 km résultats détaillés      | Martin Ponsiluoma                                                                            | Simon Desthieux                                                                | Émilien Jacquelin                                                        |
| Poursuite 12,5 km résultats détaillés | Émilien Jacquelin                                                                            | Sebastian Samuelsson                                                           | Johannes Thingnes Bø                                                     |
| Mass Start 15 km résultats détaillés  | Sturla Holm Lægreid                                                                          | Johannes Dale                                                                  | Quentin Fillon Maillet                                                   |
| Relais 4 × 7,5 km résultats détaillés | Norvège- Sturla Holm Lægreid - Tarjei Bø - Johannes Thingnes Bø - Vetle Sjåstad Christiansen | Suède- Peppe Femling - Jesper Nelin - Martin Ponsiluoma - Sebastian Samuelsson | RBU- Said Khalili - Matvey Eliseev - Aleksandr Loguinov - Eduard Latypov |

### Femmes
| Épreuves                               | Or                                                                                     | Argent                                                                       | Bronze                                                                            |
| -------------------------------------- | -------------------------------------------------------------------------------------- | ---------------------------------------------------------------------------- | --------------------------------------------------------------------------------- |
| Individuel 15 km résultats détaillés   | Markéta Davidová                                                                       | Hanna Öberg                                                                  | Ingrid Landmark Tandrevold                                                        |
| Sprint 7,5 km résultats détaillés      | Tiril Eckhoff                                                                          | Anaïs Chevalier-Bouchet                                                      | Hanna Sola                                                                        |
| Poursuite 10 km résultats détaillés    | Tiril Eckhoff                                                                          | Lisa Theresa Hauser                                                          | Anaïs Chevalier-Bouchet                                                           |
| Mass Start 12,5 km résultats détaillés | Lisa Theresa Hauser                                                                    | Ingrid Landmark Tandrevold                                                   | Tiril Eckhoff                                                                     |
| Relais 4 × 6 km résultats détaillés    | Norvège- Ingrid Landmark Tandrevold - Tiril Eckhoff - Ida Lien - Marte Olsbu Røiseland | Allemagne- Vanessa Hinz - Janina Hettich - Denise Herrmann - Franziska Preuß | Ukraine- Anastasiya Merkushyna - Yuliia Dzhima - Darya Blashko - Olena Pidhrushna |

### Mixte
| Épreuves                                               | Or                                                                                          | Argent                                                                  | Bronze                                                                       |
| ------------------------------------------------------ | ------------------------------------------------------------------------------------------- | ----------------------------------------------------------------------- | ---------------------------------------------------------------------------- |
| Relais 2 x 7,5 km H + 2 x 7,5 km F résultats détaillés | Norvège- Sturla Holm Lægreid - Johannes Thingnes Bø - Tiril Eckhoff - Marte Olsbu Røiseland | Autriche- David Komatz - Simon Eder - Dunja Zdouc - Lisa Theresa Hauser | Suède- Sebastian Samuelsson - Martin Ponsiluoma - Linn Persson - Hanna Öberg |
| Relais simple 6 km H + 7,5 km F résultats détaillés    | France- Antonin Guigonnat - Julia Simon                                                     | Norvège- Johannes Thingnes Bø - Tiril Eckhoff                           | Suède- Sebastian Samuelsson - Hanna Öberg                                    |

## Résultats détaillés

### Hommes

#### Individuel (20 km)
| Rang               | Biathlète              | Minutes de pénalité | Résultat      | Écart          |
| ------------------ | ---------------------- | ------------------- | ------------- | -------------- |
| Médaille d'or      | Sturla Holm Lægreid    | 0 (0+0+0+0)         | 49 min 27 s 6 |                |
| Médaille d'argent  | Arnd Peiffer           | 0 (0+0+0+0)         | 49 min 44 s 5 | + 16 s 9       |
| Médaille de bronze | Johannes Dale          | 1 (0+1+0+0)         | 50 min 8 s 5  | + 40 s 9       |
| 4                  | Quentin Fillon Maillet | 2 (1+0+1+0)         | 50 min 40 s 5 | + 1 min 12 s 9 |
| 5                  | Johannes Thingnes Bø   | 2 (0+1+0+1)         | 50 min 41 s 1 | + 1 min 13 s 5 |
| 6                  | Said Khalili           | 0 (0+0+0+0)         | 51 min 12 s 9 | + 1 min 45 s 3 |
| 7                  | Simon Eder             | 1 (0+1+0+0)         | 51 min 27 s 3 | + 1 min 59 s 7 |
| 8                  | Benedikt Doll          | 2 (1+1+0+0)         | 51 min 34 s 5 | + 2 min 6 s 9  |
| 9                  | Artem Pryma            | 1 (0+0+0+1)         | 51 min 58 s 8 | + 2 min 31 s 2 |
| 10                 | Roman Rees             | 1 (0+0+1+0)         | 51 min 59 s 2 | + 2 min 31 s 6 |

#### Sprint (10 km)
| Rang               | Biathlète              | Temps         | Fautes  | Écart    |
| ------------------ | ---------------------- | ------------- | ------- | -------- |
| Médaille d'or      | Martin Ponsiluoma      | 24 min 41 s 1 | 0 (0+0) |          |
| Médaille d'argent  | Simon Desthieux        | 24 min 52 s 3 | 0 (0+0) | + 11 s 2 |
| Médaille de bronze | Émilien Jacquelin      | 24 min 54 s 0 | 1 (1+0) | + 12 s 9 |
| 4                  | Johannes Dale          | 25 min 3 s 5  | 1 (0+1) | + 22 s 4 |
| 5                  | Johannes Thingnes Bø   | 25 min 3 s 6  | 2 (2+0) | + 22 s 5 |
| 6                  | Quentin Fillon Maillet | 25 min 5 s 0  | 1 (1+0) | + 23 s 9 |
| 7                  | Sturla Holm Lægreid    | 25 min 6 s 8  | 0 (0+0) | + 25 s 7 |
| 8                  | Sebastian Samuelsson   | 25 min 7 s 8  | 1 (0+1) | + 26 s 7 |
| 9                  | Tarjei Bø              | 25 min 9 s 3  | 1 (0+1) | + 28 s 2 |
| 10                 | Eduard Latypov         | 25 min 14 s 4 | 1 (0+1) | + 33 s 3 |

#### Poursuite (12,5 km)
| Rang               | Biathlète              | Temps         | Fautes      | Écart          |
| ------------------ | ---------------------- | ------------- | ----------- | -------------- |
| Médaille d'or      | Émilien Jacquelin      | 31 min 22 s 1 | 0 (0+0+0+0) |                |
| Médaille d'argent  | Sebastian Samuelsson   | 31 min 29 s 4 | 0 (0+0+0+0) | + 7 s 3        |
| Médaille de bronze | Johannes Thingnes Bø   | 31 min 30 s 2 | 2 (0+1+1+0) | + 8 s 1        |
| 4                  | Quentin Fillon Maillet | 31 min 54 s 6 | 2 (2+0+0+0) | + 32 s 5       |
| 5                  | Simon Desthieux        | 32 min 4 s 0  | 1 (0+0+0+1) | + 41 s 9       |
| 6                  | Sturla Holm Lægreid    | 32 min 20 s 0 | 1 (0+0+1+0) | + 57 s 9       |
| 7                  | Eduard Latypov         | 32 min 57 s 2 | 2 (0+0+1+1) | + 1 min 35 s 1 |
| 8                  | Artem Pryma            | 33 min 22 s 7 | 3 (0+1+2+0) | + 2 min 0 s 6  |
| 9                  | Simon Eder             | 33 min 25 s 9 | 1 (0+0+1+0) | + 2 min 3 s 8  |
| 10                 | Andrejs Rastorgujevs   | 33 min 34 s 2 | 3 (0+1+1+1) | + 2 min 12 s 1 |

#### Mass Start (15 km)
| Rang               | Biathlète              | Temps         | Fautes      | Écart    |
| ------------------ | ---------------------- | ------------- | ----------- | -------- |
| Médaille d'or      | Sturla Holm Lægreid    | 36 min 27 s 2 | 1 (0+0+0+1) |          |
| Médaille d'argent  | Johannes Dale          | 36 min 37 s 4 | 2 (0+1+1+0) | + 10 s 2 |
| Médaille de bronze | Quentin Fillon Maillet | 36 min 40 s 0 | 2 (1+1+0+0) | + 12 s 8 |
| 4                  | Simon Eder             | 36 min 50 s 3 | 1 (0+0+0+1) | + 23 s 1 |
| 5                  | Jakov Fak              | 36 min 57 s 2 | 1 (0+0+0+1) | + 30 s 0 |
| 6                  | Tarjei Bø              | 37 min 0 s 5  | 2 (0+1+0+1) | + 33 s 3 |
| 7                  | Lukas Hofer            | 37 min 6 s 9  | 2 (0+1+0+1) | + 39 s 7 |
| 8                  | Johannes Thingnes Bø   | 37 min 12 s 7 | 5 (2+0+2+1) | + 45 s 4 |
| 9                  | Aleksandr Loguinov     | 37 min 17 s 2 | 2 (0+1+0+1) | + 50 s 0 |
| 10                 | Sebastian Samuelsson   | 37 min 26 s 9 | 3 (0+0+2+1) | + 59 s 7 |

#### Relais (4 x 7,5 km)
| Rang               | Biathlètes                                                                            | Temps (par biathlète)                                                     | Pén. + Pioches (par biathlète)                                            | Écart          |
| ------------------ | ------------------------------------------------------------------------------------- | ------------------------------------------------------------------------- | ------------------------------------------------------------------------- | -------------- |
| Médaille d'or      | Norvège Sturla Holm Lægreid Tarjei Bø Johannes Thingnes Bø Vetle Sjåstad Christiansen | 1 h 12 min 27 s 4 18 min 3 s 3 18 min 13 s 6 17 min 37 s 4 18 min 33 s 1  | 0 + 8 (0+2 0+6) 0 + 1 / 0 + 1 0 + 0 / 0 + 3 0 + 1 / 0 + 0 0 + 0 / 0 + 2   |                |
| Médaille d'argent  | Suède Peppe Femling Jesper Nelin Martin Ponsiluoma Sebastian Samuelsson               | 1 h 13 min 0 s 5 18 min 51 s 4 18 min 12 s 2 18 min 7 s 6 17 min 49 s 3   | 0 + 7 (0+6 0+1) 0 + 3 / 0 + 0 0 + 1 / 0 + 0 0 + 2 / 0 + 1 0 + 0 / 0 + 0   | + 33 s 1       |
| Médaille de bronze | RBU Said Khalili Matvey Eliseev Aleksandr Loguinov Eduard Latypov                     | 1 h 13 min 18 s 3 18 min 39 s 7 18 min 8 s 3 18 min 5 s 8 18 min 24 s 5   | 0 + 5 (0+2 0+3) 0 + 2 / 0 + 0 0 + 0 / 0 + 1 0 + 0 / 0 + 1 0 + 0 / 0 + 1   | + 50 s 9       |
| 4                  | France Antonin Guigonnat Quentin Fillon Maillet Simon Desthieux Émilien Jacquelin     | 1 h 13 min 29 s 4 18 min 26 s 1 18 min 37 s 6 18 min 7 s 0 18 min 18 s 7  | 1 + 11 (0+1 1+10) 0 + 0 / 0 + 3 0 + 1 / 1 + 3 0 + 0 / 0 + 1 0 + 0 / 0 + 3 | + 1 min 2 s 0  |
| 5                  | Ukraine Bogdan Tsymbal Dmytro Pidruchnyi Artem Pryma Anton Dudchenko                  | 1 h 13 min 40 s 1 18 min 48 s 5 17 min 42 s 6 18 min 11 s 9 18 min 57 s 1 | 0 + 4 (0+3 0+1) 0 + 0 / 0 + 0 0 + 0 / 0 + 0 0 + 1 / 0 + 0 0 + 2 / 0 + 1   | + 1 min 12 s 7 |
| 6                  | Italie Didier Bionaz Lukas Hofer Tommaso Giacomel Dominik Windisch                    | 1 h 14 min 2 s 9 18 min 27 s 5 18 min 1 s 8 18 min 40 s 9 18 min 52 s 7   | 2 + 14 (0+2 2+12) 0 + 0 / 0 + 3 0 + 2 / 0 + 3 0 + 0 / 1 + 3 0 + 0 / 1 + 3 | + 1 min 35 s 5 |
| 7                  | Allemagne Erik Lesser Roman Rees Arnd Peiffer Benedikt Doll                           | 1 h 14 min 10 s 6 19 min 26 s 3 18 min 35 s 2 18 min 4 s 9 18 min 4 s 2   | 0 + 4 (0+2 0+2) 0 + 1 / 0 + 2 0 + 0 / 0 + 0 0 + 0 / 0 + 0 0 + 1 / 0 + 0   | + 1 min 43 s 2 |
| 8                  | Slovénie Miha Dovzan Jakov Fak Rok Tršan Alex Cisar                                   | 1 h 14 min 11 s 7 18 min 47 s 2 17 min 56 s 0 18 min 31 s 4 18 min 57 s 1 | 0 + 8 (0+4 0+4) 0 + 1 / 0 + 3 0 + 0 / 0 + 1 0 + 1 / 0 + 0 0 + 2 / 0 + 0   | + 1 min 44 s 3 |
| 9                  | Biélorussie Mikita Labastau Anton Smolski Maksim Varabei Dzmitry Lazouski             | 1 h 14 min 52 s 8 18 min 26 s 0 18 min 37 s 0 18 min 38 s 4 19 min 11 s 4 | 0 + 9 (0+5 0+4) 0 + 0 / 0 + 1 0 + 3 / 0 + 0 0 + 2 / 0 + 0 0 + 0 / 0 + 3   | + 2 min 25 s 4 |
| 10                 | Autriche David Komatz Simon Eder Felix Leitner Julian Eberhard                        | 1 h 14 min 58 s 5 19 min 5 s 5 18 min 21 s 4 18 min 47 s 0 18 min 44 s 6  | 1 + 6 (0+3 1+3) 0 + 0 / 1 + 3 0 + 0 / 0 + 0 0 + 1 / 0 + 0 0 + 2 / 0 + 0   | + 2 min 31 s 1 |

### Femmes

#### Individuel (15 km)
| Rang               | Biathlète                  | Minutes de pénalité | Résultat      | Écart          |
| ------------------ | -------------------------- | ------------------- | ------------- | -------------- |
| Médaille d'or      | Markéta Davidová           | 0 (0+0+0+0)         | 42 min 27 s 7 |                |
| Médaille d'argent  | Hanna Öberg                | 1 (0+0+1+0)         | 42 min 55 s 6 | + 27 s 9       |
| Médaille de bronze | Ingrid Landmark Tandrevold | 1 (0+1+0+0)         | 43 min 31 s 7 | + 1 min 4 s 0  |
| 4                  | Lisa Theresa Hauser        | 2 (0+0+0+2)         | 44 min 19 s 9 | + 1 min 52 s 2 |
| 5                  | Svetlana Mironova          | 2 (0+0+1+1)         | 44 min 33 s 5 | + 2 min 5 s 8  |
| 6                  | Selina Gasparin            | 2 (1+0+0+1)         | 44 min 37 s 3 | + 2 min 9 s 6  |
| 7                  | Franziska Preuß            | 2 (0+1+0+1)         | 44 min 42 s 1 | + 2 min 14 s 4 |
| 8                  | Irene Cadurisch            | 1 (0+0+0+1)         | 44 min 42 s 9 | + 2 min 15 s 2 |
| 9                  | Dorothea Wierer            | 2 (0+0+1+1)         | 44 min 47 s 9 | + 2 min 20 s 2 |
| 10                 | Julia Schwaiger            | 1 (0+1+0+0)         | 44 min 48 s 5 | + 2 min 20 s 8 |

#### Sprint (7,5 km)
| Rang               | Biathlète               | Temps         | Fautes  | Écart    |
| ------------------ | ----------------------- | ------------- | ------- | -------- |
| Médaille d'or      | Tiril Eckhoff           | 21 min 18 s 7 | 0 (0+0) |          |
| Médaille d'argent  | Anaïs Chevalier-Bouchet | 21 min 30 s 7 | 1 (0+1) | + 12 s 0 |
| Médaille de bronze | Hanna Sola              | 21 min 33 s 1 | 0 (0+0) | + 14 s 4 |
| 4                  | Denise Herrmann         | 21 min 41 s 0 | 1 (0+1) | + 22 s 3 |
| 5                  | Lisa Vittozzi           | 21 min 56 s 4 | 0 (0+0) | + 37 s 7 |
| 6                  | Marte Olsbu Røiseland   | 22 min 2 s 2  | 2 (0+2) | + 43 s 5 |
| 7                  | Lena Häcki              | 22 min 8 s 2  | 1 (1+0) | + 49 s 5 |
| 8                  | Franziska Preuß         | 22 min 9 s 1  | 1 (0+1) | + 50 s 4 |
| 9                  | Lisa Theresa Hauser     | 22 min 9 s 2  | 2 (1+1) | + 50 s 5 |
| 10                 | Hanna Öberg             | 22 min 17 s 5 | 1 (0+1) | + 58 s 8 |

#### Poursuite (10 km)
| Rang               | Biathlète                  | Temps         | Fautes      | Écart          |
| ------------------ | -------------------------- | ------------- | ----------- | -------------- |
| Médaille d'or      | Tiril Eckhoff              | 30 min 38 s 1 | 2 (1+0+1+0) |                |
| Médaille d'argent  | Lisa Theresa Hauser        | 30 min 55 s 4 | 1 (1+0+0+0) | + 17 s 3       |
| Médaille de bronze | Anaïs Chevalier-Bouchet    | 31 min 11 s 1 | 2 (0+1+0+1) | + 33 s 0       |
| 4                  | Dorothea Wierer            | 31 min 23 s 3 | 0 (0+0+0+0) | + 45 s 2       |
| 5                  | Franziska Preuß            | 31 min 27 s 4 | 2 (0+0+2+0) | + 49 s 3       |
| 6                  | Vanessa Hinz               | 31 min 43 s 2 | 0 (0+0+0+0) | + 1 min 5 s 1  |
| 7                  | Olena Pidhrushna           | 31 min 52 s 0 | 0 (0+0+0+0) | + 1 min 13 s 9 |
| 8                  | Denise Herrmann            | 31 min 54 s 4 | 3 (1+0+0+2) | + 1 min 16 s 3 |
| 9                  | Marte Olsbu Røiseland      | 32 min 4 s 6  | 3 (0+0+1+2) | + 1 min 26 s 5 |
| 10                 | Ingrid Landmark Tandrevold | 32 min 12 s 2 | 2 (0+0+0+2) | + 1 min 34 s 1 |

#### Mass Start (12,5 km)
| Rang               | Biathlète                  | Temps         | Fautes      | Écart          |
| ------------------ | -------------------------- | ------------- | ----------- | -------------- |
| Médaille d'or      | Lisa Theresa Hauser        | 36 min 5 s 7  | 0 (0+0+0+0) |                |
| Médaille d'argent  | Ingrid Landmark Tandrevold | 36 min 27 s 4 | 1 (0+0+1+0) | + 21 s 7       |
| Médaille de bronze | Tiril Eckhoff              | 36 min 28 s 7 | 3 (1+0+1+1) | + 23 s 0       |
| 4                  | Marte Olsbu Røiseland      | 36 min 29 s 3 | 1 (0+1+0+0) | + 23 s 6       |
| 5                  | Lisa Vittozzi              | 36 min 54 s 6 | 1 (0+1+0+0) | + 48 s 9       |
| 6                  | Franziska Preuß            | 36 min 58 s 3 | 2 (1+0+1+0) | + 52 s 6       |
| 7                  | Hanna Öberg                | 37 min 3 s 4  | 2 (1+0+1+0) | + 57 s 7       |
| 8                  | Dorothea Wierer            | 37 min 11 s 0 | 3 (1+0+1+1) | + 1 min 5 s 3  |
| 9                  | Baiba Bendika              | 37 min 20 s 0 | 2 (0+0+0+2) | + 1 min 14 s 3 |
| 10                 | Vanessa Hinz               | 37 min 26 s 9 | 1 (0+0+1+0) | + 1 min 21 s 2 |

#### Relais (4 x 6 km)
| Rang               | Biathlètes                                                                      | Temps (par biathlète)                                                     | Pén. + Pioches (par biathlète)                                           | Écart          |
| ------------------ | ------------------------------------------------------------------------------- | ------------------------------------------------------------------------- | ------------------------------------------------------------------------ | -------------- |
| Médaille d'or      | Norvège Ingrid Landmark Tandrevold Tiril Eckhoff Ida Lien Marte Olsbu Røiseland | 1 h 10 min 39 s 0 17 min 24 s 6 17 min 18 s 7 18 min 5 s 6 17 min 50 s 1  | 0 + 11 (0+6 0+5) 0 + 0 / 0 + 1 0 + 2 / 0 + 1 0 + 1 / 0 + 2 0 + 3 / 0 + 1 |                |
| Médaille d'argent  | Allemagne Vanessa Hinz Janina Hettich Denise Herrmann Franziska Preuß           | 1 h 10 min 47 s 8 17 min 26 s 4 18 min 17 s 5 17 min 48 s 4 17 min 15 s 5 | 0 + 5 (0+5 0+0) 0 + 0 / 0 + 0 0 + 2 / 0 + 0 0 + 3 / 0 + 0 0 + 0 / 0 + 0  | + 8 s 8        |
| Médaille de bronze | Ukraine Anastasiya Merkushyna Yuliia Dzhima Darya Blashko Olena Pidhrushna      | 1 h 10 min 48 s 2 17 min 30 s 2 17 min 38 s 5 18 min 3 s 4 17 min 36 s 1  | 0 + 7 (0+3 0+4) 0 + 1 / 0 + 0 0 + 1 / 0 + 2 0 + 1 / 0 + 0 0 + 0 / 0 + 2  | + 9 s 2        |
| 4                  | Biélorussie Iryna Kryuko Dzinara Alimbekava Hanna Sola Elena Kruchinkina        | 1 h 11 min 7 s 8 17 min 48 s 6 17 min 19 s 8 17 min 49 s 5 18 min 9 s 9   | 0 + 8 (0+5 0+3) 0 + 2 / 0 + 0 0 + 0 / 0 + 0 0 + 1 / 0 + 2 0 + 2 / 0 + 1  | + 28 s 8       |
| 5                  | Suède Johanna Skottheim Linn Persson Elvira Öberg Hanna Öberg                   | 1 h 11 min 26 s 9 18 min 6 s 1 17 min 41 s 0 17 min 54 s 3 17 min 45 s 5  | 0 + 9 (0+7 0+2) 0 + 1 / 0 + 2 0 + 3 / 0 + 0 0 + 2 / 0 + 0 0 + 1 / 0 + 0  | + 47 s 9       |
| 6                  | Pologne Kinga Zbylut Monika Hojnisz Kamila Zuk Anna Maka                        | 1 h 11 min 31 s 1 17 min 49 s 0 17 min 20 s 1 17 min 49 s 7 18 min 32 s 3 | 0 + 6 (0+2 0+4) 0 + 0 / 0 + 1 0 + 0 / 0 + 0 0 + 1 / 0 + 1 0 + 1 / 0 + 2  | + 52 s 1       |
| 7                  | Autriche Dunja Zdouc Katharina Innerhofer Julia Schwaiger Lisa Theresa Hauser   | 1 h 11 min 43 s 3 18 min 5 s 2 17 min 48 s 5 18 min 7 s 2 17 min 42 s 4   | 0 + 15 (0+8 0+7) 0 + 3 / 0 + 2 0 + 2 / 0 + 3 0 + 1 / 0 + 1 0 + 2 / 0 + 1 | + 1 min 4 s 3  |
| 8                  | France Anaïs Bescond Anaïs Chevalier-Bouchet Chloé Chevalier Julia Simon        | 1 h 11 min 54 s 2 17 min 35 s 2 17 min 39 s 9 18 min 17 s 9 18 min 21 s 2 | 0 + 5 (0+3 0+2) 0 + 0 / 0 + 0 0 + 0 / 0 + 1 0 + 1 / 0 + 0 0 + 2 / 0 + 1  | + 1 min 15 s 2 |
| 9                  | Italie Lisa Vittozzi Michela Carrara Federica Sanfilippo Dorothea Wierer        | 1 h 12 min 7 s 1 17 min 8 s 6 18 min 41 s 4 18 min 42 s 4 17 min 34 s 7   | 0 + 9 (0+6 0+3) 0 + 0 / 0 + 0 0 + 3 / 0 + 1 0 + 3 / 0 + 2 0 + 0 / 0 + 0  | + 1 min 28 s 1 |
| 10                 | Tchéquie Jessica Jislová Eva Puskarčíková Markéta Davidová Lucie Charvátová     | 1 h 12 min 19 s 4 17 min 59 s 1 18 min 30 s 2 17 min 45 s 3 18 min 4 s 8  | 0 + 6 (0+3 0+3) 0 + 0 / 0 + 2 0 + 1 / 0 + 0 0 + 0 / 0 + 0 0 + 2 / 0 + 1  | + 1 min 40 s 1 |

### Mixte

#### Relais (2 x 7.5 km H + 2 x 7.5 km F)
| Rang               | Biathlètes                                                                           | Temps (par biathlète)                                                     | Pén. + Pioches (par biathlète)                                           | Écart          |
| ------------------ | ------------------------------------------------------------------------------------ | ------------------------------------------------------------------------- | ------------------------------------------------------------------------ | -------------- |
| Médaille d'or      | Norvège Sturla Holm Lægreid Johannes Thingnes Bø Tiril Eckhoff Marte Olsbu Røiseland | 1 h 20 min 19 s 3 18 min 36 s 5 18 min 21 s 3 21 min 37 s 6 21 min 43 s 9 | 0 + 11 (0+4 0+7) 0 + 0 / 0 + 1 0 + 1 / 0 + 1 0 + 2 / 0 + 2 0 + 1 / 0 + 3 |                |
| Médaille d'argent  | Autriche David Komatz Simon Eder Dunja Zdouc Lisa Theresa Hauser                     | 1 h 20 min 46 s 3 19 min 2 s 2 18 min 59 s 4 21 min 31 s 5 21 min 13 s 2  | 0 + 2 (0+1 0+1) 0 + 1 / 0 + 0 0 + 0 / 0 + 0 0 + 0 / 0 + 0 0 + 0 / 0 + 1  | + 27 s 0       |
| Médaille de bronze | Suède Sebastian Samuelsson Martin Ponsiluoma Linn Persson Hanna Öberg                | 1 h 20 min 49 s 9 19 min 4 s 3 18 min 56 s 7 21 min 31 s 5 21 min 17 s 4  | 0 + 8 (0+3 0+5) 0 + 0 / 0 + 2 0 + 1 / 0 + 2 0 + 0 / 0 + 1 0 + 2 / 0 + 0  | + 30 s 6       |
| 4                  | Ukraine Artem Pryma Dmytro Pidruchnyi Yuliia Dzhima Olena Pidhrushna                 | 1 h 20 min 50 s 4 18 min 45 s 8 19 min 7 s 4 21 min 21 s 5 21 min 35 s 7  | 0 + 8 (0+3 0+5) 0 + 1 / 0 + 0 0 + 1 / 0 + 2 0 + 1 / 0 + 0 0 + 0 / 0 + 3  | + 31 s 1       |
| 5                  | France Émilien Jacquelin Quentin Fillon Maillet Anaïs Chevalier-Bouchet Julia Simon  | 1 h 21 min 5 s 5 18 min 36 s 3 19 min 0 s 7 22 min 13 s 6 21 min 14 s 9   | 1 + 10 (0+6 1+4) 0 + 2 / 0 + 0 0 + 2 / 0 + 1 0 + 1 / 1 + 3 0 + 1 / 0 + 0 | + 46 s 2       |
| 6                  | Italie Didier Bionaz Lukas Hofer Dorothea Wierer Lisa Vittozzi                       | 1 h 21 min 18 s 2 19 min 32 s 6 19 min 5 s 6 21 min 36 s 2 21 min 3 s 8   | 0 + 6 (0+3 0+3) 0 + 2 / 0 + 1 0 + 0 / 0 + 1 0 + 0 / 0 + 1 0 + 1 / 0 + 0  | + 58 s 9       |
| 7                  | Allemagne Erik Lesser Arnd Peiffer Denise Herrmann Franziska Preuß                   | 1 h 21 min 24 s 2 19 min 34 s 2 19 min 5 s 5 21 min 24 s 8 21 min 19 s 7  | 0 + 11 (0+2 0+9) 0 + 1 / 0 + 3 0 + 0 / 0 + 1 0 + 0 / 0 + 3 0 + 1 / 0 + 2 | + 1 min 4 s 9  |
| 8                  | Canada Christian Gow Scott Gow Nadia Moser Emma Lunder                               | 1 h 22 min 25 s 3 18 min 46 s 7 19 min 6 s 8 22 min 54 s 5 21 min 37 s 3  | 0 + 6 (0+1 0+5) 0 + 0 / 0 + 1 0 + 0 / 0 + 1 0 + 0 / 0 + 3 0 + 1 / 0 + 0  | + 2 min 6 s 0  |
| 9                  | RBU Aleksandr Loguinov Eduard Latypov Svetlana Mironova Uliana Kaisheva              | 1 h 22 min 30 s 7 19 min 1 s 7 19 min 9 s 0 22 min 38 s 3 21 min 41 s 7   | 2 + 9 (0+5 2+4) 0 + 2 / 0 + 1 0 + 3 / 0 + 0 0 + 0 / 2 + 3 0 + 0 / 0 + 0  | + 2 min 11 s 4 |
| 10                 | Suisse Benjamin Weger Jeremy Finello Selina Gasparin Lena Häcki                      | 1 h 22 min 57 s 8 19 min 13 s 9 19 min 24 s 5 21 min 23 s 3 22 min 56 s 1 | 1 + 9 (0+4 1+5) 0 + 1 / 0 + 1 0 + 0 / 0 + 1 0 + 0 / 0 + 0 0 + 3 / 1 + 3  | + 2 min 38 s 5 |

#### Relais simple (6 km H + 7,5 km F)
| Rang               | Biathlètes                                                                    | Temps (par biathlète)                                              | Pén. + Pioches (par biathlète)                                          | Écart          |
| ------------------ | ----------------------------------------------------------------------------- | ------------------------------------------------------------------ | ----------------------------------------------------------------------- | -------------- |
| Médaille d'or      | France Antonin Guigonnat Julia Simon Antonin Guigonnat Julia Simon            | 36 min 42 s 4 7 min 56 s 9 8 min 37 s 3 7 min 43 s 3 12 min 24 s 9 | 0 + 5 (0+3 0+2) 0 + 2 / 0 + 1 0 + 0 / 0 + 0 0 + 1 / 0 + 1               |                |
| Médaille d'argent  | Norvège Johannes Thingnes Bø Tiril Eckhoff Johannes Thingnes Bø Tiril Eckhoff | 36 min 45 s 2 7 min 46 s 3 8 min 48 s 1 7 min 59 s 4 12 min 11 s 4 | 0 + 9 (0+5 0+4) 0 + 1 / 0 + 2 0 + 1 / 0 + 1 0 + 3 / 0 + 1 0 + 0 / 0 + 0 | + 2 s 8        |
| Médaille de bronze | Suède Sebastian Samuelsson Hanna Öberg Sebastian Samuelsson Hanna Öberg       | 37 min 5 s 0 7 min 56 s 2 8 min 44 s 1 7 min 47 s 9 12 min 36 s 8  | 0 + 8 (0+4 0+4) 0 + 2 / 0 + 1 0 + 0 / 0 + 1 0 + 2 / 0 + 1               | + 22 s 6       |
| 4                  | Ukraine Artem Pryma Darya Blashko Artem Pryma Darya Blashko                   | 37 min 18 s 3 7 min 57 s 4 8 min 44 s 4 7 min 51 s 7 12 min 44 s 8 | 0 + 3 (0+1 0+2) 0 + 1 / 0 + 1 0 + 0 / 0 + 0 0 + 0 / 0 + 1               | + 35 s 9       |
| 5                  | Italie Lukas Hofer Dorothea Wierer Lukas Hofer Dorothea Wierer                | 37 min 37 s 6 7 min 42 s 3 8 min 44 s 9 7 min 55 s 2 13 min 15 s 2 | 1 + 6 (0+1 1+5) 0 + 0 / 0 + 1 0 + 0 / 0 + 0 0 + 1 / 0 + 1 0 + 0 / 1 + 3 | + 55 s 2       |
| 6                  | Autriche Simon Eder Lisa Theresa Hauser Simon Eder Lisa Theresa Hauser        | 37 min 45 s 9 7 min 41 s 8 min 52 s 1 8 min 12 s 2 12 min 59 s 8   | 1 + 7 (0+2 1+5) 0 + 0 / 0 + 0 0 + 1 / 0 + 0 0 + 1 / 0 + 2 0 + 0 / 1 + 3 | + 1 min 3 s 5  |
| 7                  | Allemagne Erik Lesser Franziska Preuß Erik Lesser Franziska Preuß             | 38 min 3 s 6 8 min 12 s 6 9 min 14 s 9 7 min 55 s 1 12 min 41 s 0  | 1 + 10 (0+5 1+5) 0 + 1 / 1 + 3 0 + 2 / 0 + 2 0 + 1 / 0 + 0              | + 1 min 21 s 2 |
| 8                  | Canada Christian Gow Emma Lunder Christian Gow Emma Lunder                    | 38 min 6 s 8 7 min 56 s 6 9 min 11 s 6 7 min 57 s 2 13 min 1 s 4   | 0 + 6 (0+3 0+3) 0 + 0 / 0 + 2 0 + 1 / 0 + 1 0 + 0 / 0 + 0 0 + 2 / 0 + 0 | + 1 min 24 s 4 |
| 9                  | Suisse Benjamin Weger Irene Cadurisch Benjamin Weger Irene Cadurisch          | 38 min 32 s 6 8 min 2 s 8 min 48 s 2 8 min 41 s 3 13 min 0 s 3     | 1 + 9 (1+4 0+5) 0 + 1 / 0 + 1 0 + 0 / 0 + 0 1 + 3 / 0 + 1 0 + 0 / 0 + 3 | + 1 min 50 s 2 |
| 10                 | Estonie Rene Zahkna Johanna Talihaerm Rebe Zahkna Johanna Talihaerm           | 38 min 38 s 8 7 min 57 s 9 min 51 s 3 8 min 7 s 3 12 min 42 s 3    | 1 + 7 (1+6 0+1) 0 + 2 / 0 + 0 1 + 3 / 0 + 1 0 + 1 / 0 + 0 0 + 0 / 0 + 0 | + 1 min 56 s 4 |